# Kommunbrauhaus (Rügheim)

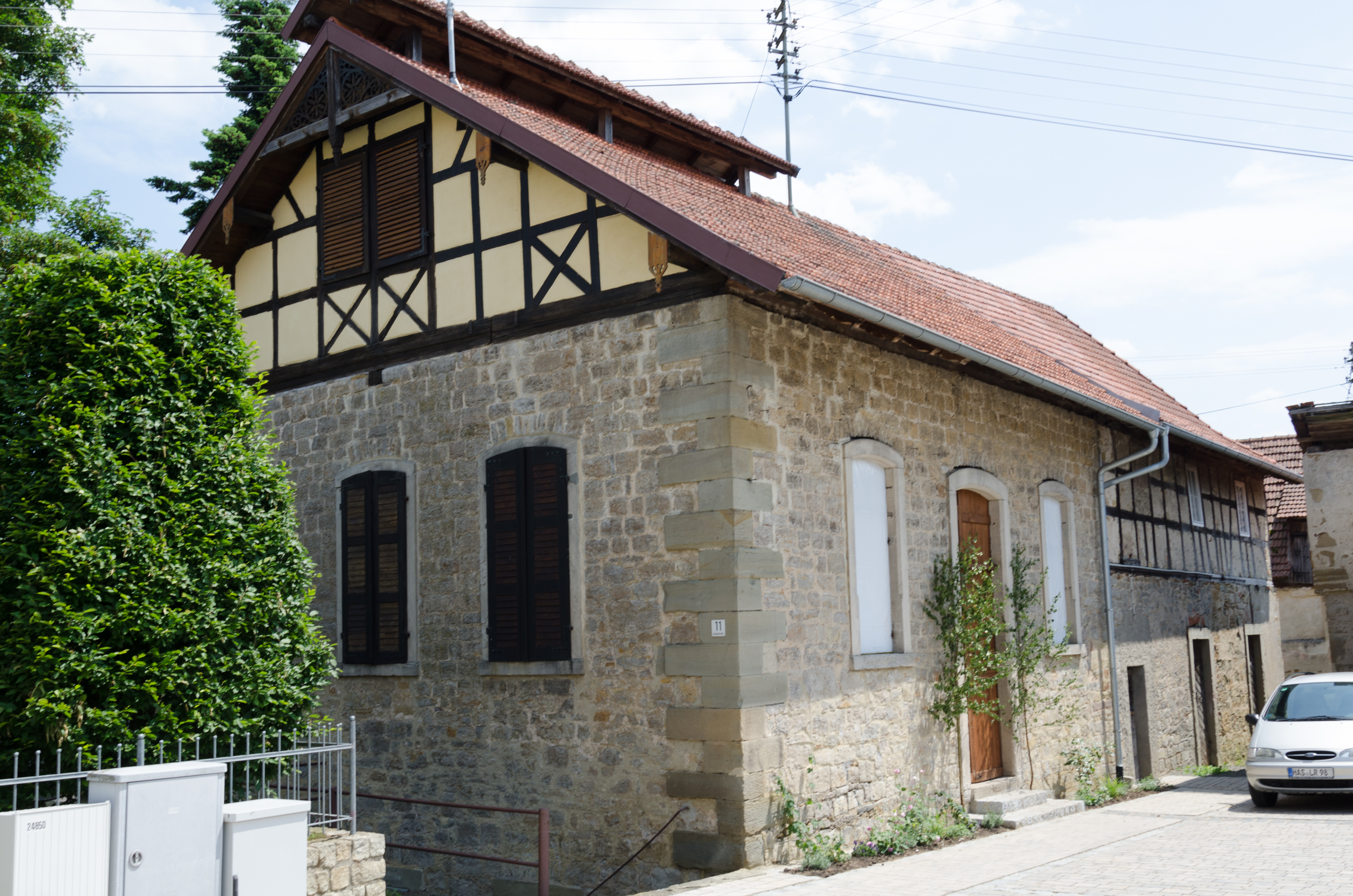
Kommunbrauhaus in Rügheim

Das Kommunbrauhaus in Rügheim, einem Stadtteil von Hofheim in Unterfranken im Landkreis Haßberge in Bayern, wurde in der ersten Hälfte des 19. Jahrhunderts errichtet. Das Kommunbrauhaus an der Hauptstraße 11 ist ein geschütztes Baudenkmal. 
Das giebelständige Satteldachhaus hat einen zweigeschossigen Südteil mit Fachwerkobergeschoss. Der um 1870 errichtete Nordteil aus Sandsteinquader- und Bruchsteinmauerwerk hat einen Fachwerkgiebel.